# Ephydra magadiensis
Ephydra magadiensis är en tvåvingeart som beskrevs av Wirth 1975. Ephydra magadiensis ingår i släktet Ephydra och familjen vattenflugor.
Artens utbredningsområde är Kenya. Inga underarter finns listade i Catalogue of Life.